# Gardner Motor Company

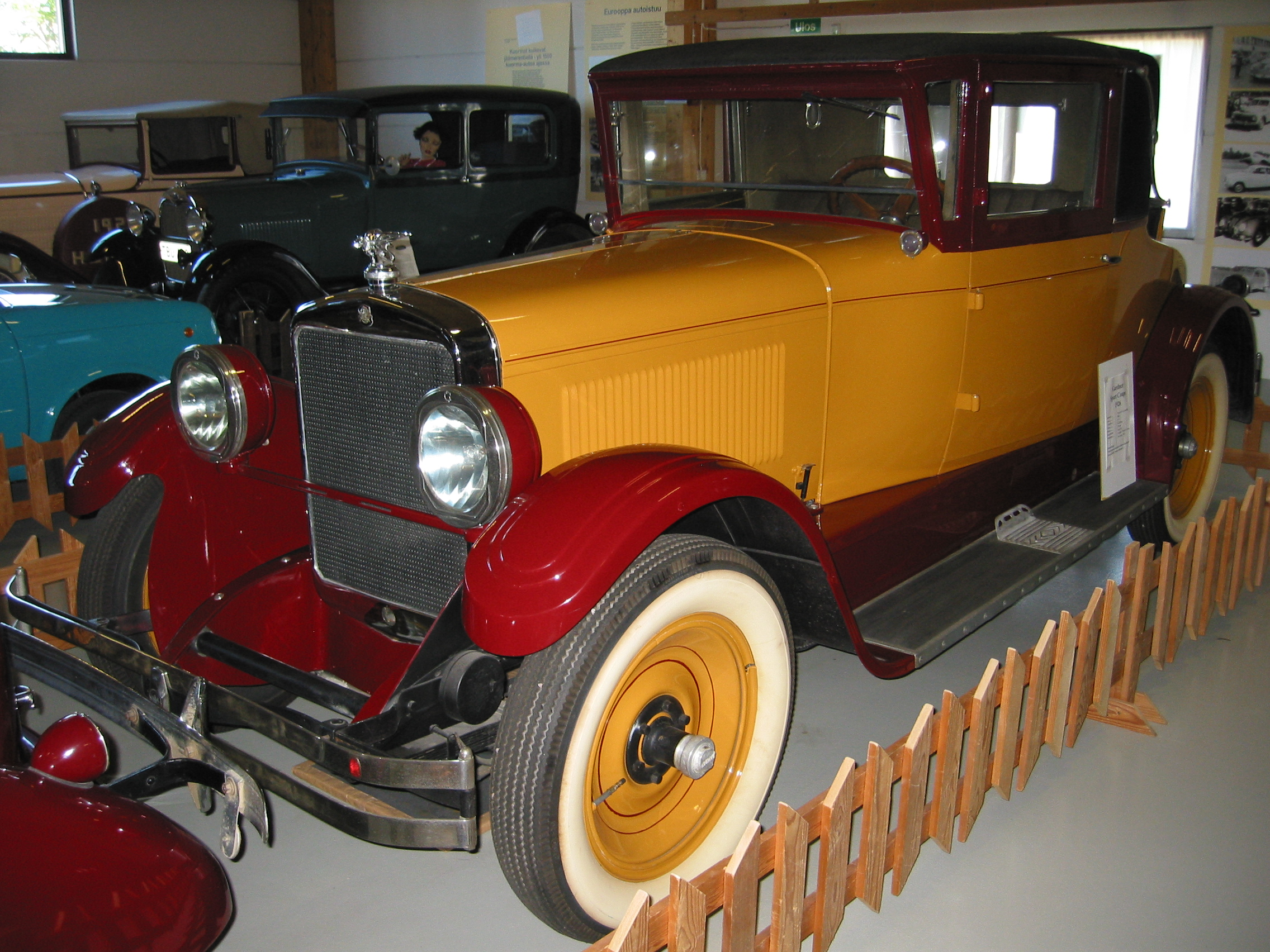
Gardner von 1926

Gardner Motor Company war ein US-amerikanischer Hersteller von Automobilen.

## Unternehmensgeschichte
Russell E. Gardner stellte seit 1882 mit seiner Banner Buggy Company in St. Louis in Missouri Kutschen her. Später erkannte er die Konkurrenz durch Kraftfahrzeuge. Im Gegensatz zu vielen Konkurrenten, die eigene Automobile entwarfen und produzierten, stellte Gardner ab 1913 Karosserien für Chevrolet her. Ab 1915 entstanden in seiner neu gegründeten Chevrolet Motor Company of St. Louis komplette Fahrzeuge nach einer Lizenz von Chevrolet. Während des Ersten Weltkriegs verkaufte er dieses Unternehmen an General Motors.
1919 gründete er zusammen mit seinen Söhnen das neue Unternehmen in St. Louis. Er wurde Vorstandsvorsitzender, Russell Gardner Jr. Präsident und Fred Gardner Vizepräsident. Ende 1919 begann die Produktion von Automobilen. Der Markenname lautete Gardner. Die Verkäufe liefen gut. Das Unternehmen war bis 1927 profitabel. 1929 gab es Verträge mit Sears und Ruxton, die nicht zu einer Produktion führten.
1931 endete die Pkw-Produktion. Leichenwagen entstanden noch bis 1932.
Insgesamt entstanden über 43.000 Fahrzeuge.

## Fahrzeuge
Viele Teile für die Fahrzeuge wurden zugekauft. So kamen die Motoren von Lycoming. Die Aufbauten sind der nachfolgenden Tabelle zu entnehmen.
Im Modelljahr 1920 gab es nur das Model G. Es hatte einen Vierzylindermotor mit 3154 cm³ Hubraum und 35 PS Leistung. Das Fahrgestell hatte 284 cm Radstand. Zur Wahl standen Tourenwagen, Roadster und Limousine.
Für 1921 sind keine Änderungen bekannt.
1922 wurde das Modell einfach Four genannt.
1923 wurde daraus das Model 5. Der Motor hatte nun 3501 cm³ Hubraum und 43 PS. Außerdem war nun ein Coupé erhältlich.
1924 kam ein Brougham dazu.
1925 war die Motorleistung mit 44 PS angegeben. Der Six mit einem Sechszylindermotor, 3395 cm³ Hubraum und 57 PS ergänzte das Sortiment. Sein Radstand betrug 297 cm. Spitzenmodell war der Line 8 mit einem Achtzylindermotor, 4526 cm³ Hubraum und 65 PS. Dieses Modell hatte mit 318 cm Radstand auch das längste Fahrgestell.
1926 war die einzige Änderung das Entfallen des Vierzylindermodells.
1927 standen drei Modelle zur Wahl. Das Model 6-B hatte einen Sechszylindermotor mit 55 PS Leistung sowie 297 cm Radstand. Das Model 8-80 hatte einen 70-PS-Achtzylindermotor und 310 cm Radstand. Das Model 8-90 hatte einen Motor mit 84 PS und ein Fahrgestell mit 330 cm Radstand.
1928 entfiel das Sechszylindermodell. Im Model 8-75 leistete der Motor 65 PS, im Model 8-85 74 PS und im Model 8-95 115 PS. Die Radstände betrugen 310 cm, 318 cm und 330 cm.
1929 kamen neue Bezeichnungen auf. Es gab Model 120, Model 125 und Model 130. Im mittleren Modell wurde die Motorleistung auf 85 PS erhöht. Die Radstände entsprachen den Vorjahresmodellen.
1930 löste das Model 136 das kleinste Modell des Vorjahres ab. Auffallend war der Schritt zurück zu einem Sechszylindermotor. Er leistete 70 PS. Der Radstand betrug 310 cm. Darüber rangierten Model 140 mit 90 PS Leistung und Model 150 mit 126 PS Leistung. Die Radstände betrugen 318 cm bzw. 330 cm. Außerdem entstanden einige Prototypen mit Sechszylindermotor von der Continental Motors Company und Frontantrieb.
1931 ersetzte das Model 148 das mittelgroße Modell. Es hatte einen Sechszylindermotor mit 100 PS Leistung sowie ein Fahrgestell mit 318 cm Radstand.

## Modellübersicht
| Jahr | Modell     | Zylinder | Leistung (PS) | Radstand (cm) | Aufbau |
| ---- | ---------- | -------- | ------------- | ------------- | --- |
| 1920 | Model G    | 4        | 35            | 284           | Tourenwagen 5-sitzig, Roadster 3-sitzig, Limousine 5-sitzig |
| 1921 | Model G    | 4        | 35            | 284           | Roadster 3-sitzig, Tourenwagen 5-sitzig, Limousine 5-sitzig |
| 1922 | Four       | 4        | 35            | 284           | Roadster 3-sitzig, Tourenwagen 5-sitzig, Limousine 5-sitzig |
| 1923 | Model 5    | 4        | 43            | 284           | Tourenwagen 5-sitzig, Roadster 2-sitzig, Coupé 2-sitzig, Limousine 5-sitzig                                                                                     |
| 1924 | Model 5    | 4        | 43            | 284           | Roadster 3-sitzig, Tourenwagen 5-sitzig, Sport Tourenwagen 5-sitzig, Coupé 3-sitzig, Brougham 5-sitzig, Limousine 5-sitzig                                      |
| 1925 | Model 5    | 4        | 44            | 284           | Tourenwagen 5-sitzig, Roadster 3-sitzig, Sport Tourenwagen 5-sitzig, De Luxe Tourenwagen 5-sitzig, Limousine 5-sitzig, Coupé 4-sitzig, Radio Limousine 5-sitzig |
| 1925 | Six        | 6        | 57            | 297           | Tourenwagen 5-sitzig |
| 1925 | Line 8     | 8        | 65            | 318           | Tourenwagen 5-sitzig, Brougham 5-sitzig |
| 1926 | Six        | 6        | 57            | 297           | Tourenwagen 5-sitzig, Roadster 4-sitzig, Cabriolet 4-sitzig, Brougham 4-türig 5-sitzig, Limousine 5-sitzig, De Luxe Limousine                                   |
| 1926 | Line 8     | 8        | 65            | 318           | Tourenwagen 5-sitzig, Roadster 4-sitzig, Cabriolet 4-sitzig, Brougham 4-türig 5-sitzig, Limousine 5-sitzig, De Luxe Limousine 5-sitzig                          |
| 1927 | Model 6-B  | 6        | 55            | 297           | Tourenwagen 5-sitzig, Roadster 4-sitzig, Cabriolet 4-sitzig, Brougham 4-türig 5-sitzig, Limousine 5-sitzig                                                      |
| 1927 | Model 8-80 | 8        | 70            | 310           | Roadster 4-sitzig, Limousine 5-sitzig, Victoria Coupé |
| 1927 | Model 8-90 | 8        | 84            | 330           | Roadster 4-sitzig, Limousine 5-sitzig, Brougham 5-sitzig, Victoria 5-sitzig                                                                                     |
| 1928 | Model 8-75 | 8        | 65            | 310           | Roadster 4-sitzig, Victoria, Coupé, Club Limousine 5-sitzig, Limousine 5-sitzig                                                                                 |
| 1928 | Model 8-85 | 8        | 74            | 318           | Roadster 4-sitzig, Brougham 5-sitzig, Limousine 5-sitzig, Custom Coupé 4-sitzig                                                                                 |
| 1928 | Model 8-95 | 8        | 115           | 330           | Roadster 4-sitzig, Brougham 5-sitzig, Limousine 5-sitzig, Custom Coupé 4-sitzig                                                                                 |
| 1929 | Model 120  | 8        | 65            | 310           | Roadster 4-sitzig, Sport Limousine 5-sitzig, Coupé 4-sitzig, Limousine 5-sitzig                                                                                 |
| 1929 | Model 125  | 8        | 85            | 318           | Roadster 4-sitzig, Cabriolet 4-sitzig, Brougham 5-sitzig, Limousine 5-sitzig, Victoria 4-sitzig, Coupé                                                          |
| 1929 | Model 130  | 8        | 115           | 330           | Roadster 4-sitzig, Coupé 4-sitzig, Brougham 5-sitzig, Limousine 5-sitzig, Victoria 5-sitzig                                                                     |
| 1930 | Model 136  | 6        | 70            | 310           | Roadster, Sport Phaeton 5-sitzig und 7-sitzig, Sport Limousine, Coupé, Brougham, Limousine 5-sitzig und 7-sitzig                                                |
| 1930 | Model 140  | 8        | 90            | 318           | Roadster, Sport Phaeton 5-sitzig und 7-sitzig, Sport Limousine, Coupé, Brougham, Limousine 5-sitzig und 7-sitzig                                                |
| 1930 | Model 150  | 8        | 126           | 330           | Roadster, Sport Phaeton 5-sitzig und 7-sitzig, Sport Limousine, Coupé, Brougham, Limousine 5-sitzig und 7-sitzig                                                |
| 1931 | Model 136  | 6        | 70            | 310           | Roadster, Sport Limousine, Coupé, Limousine |
| 1931 | Model 148  | 6        | 100           | 318           | Roadster, Phaeton, Sport Limousine, Coupé, Brougham, Limousine                                                                                                  |
| 1931 | Model 150  | 8        | 126           | 330           | Roadster, Coupé, Brougham, Limousine |

## Produktionszahlen
| Jahr  | Produktionszahl |
| ----- | --------------- |
| 1920  | 3.736           |
| 1921  | 6.373           |
| 1922  | 5.663           |
| 1923  | 6.391           |
| 1924  | 4.311           |
| 1925  | 2.831           |
| 1926  | 4.237           |
| 1927  | 3.290           |
| 1928  | 3.177           |
| 1929  | 2.130           |
| 1930  | 1.080           |
| 1931  | 187             |
| Summe | 43.406          |